# World RX de Alemania
El World RX de Alemania es un evento de Rallycross en Alemania válido para el Campeonato Mundial de Rallycross. La carrera se celebró por primera vez en la temporada 2014, en el Estering ubicado en la ciudad de Buxtehude, en Baja Sajonia.

## Ganadores
| 2014 | Robin Larsson        | Mattias Ekström      | Andreas Bakkerud     | Johan Kristoffersson | Petter Solberg       | Robin Larsson       | Petter Solberg       |
| 2015 | Davy Jeanney         | Davy Jeanney         | Davy Jeanney         | Petter Solberg       | Davy Jeanney         | Petter Solberg      | Davy Jeanney         |
| Año  | Ganador Qualifying 1 | Ganador Qualifying 2 | Ganador Qualifying 3 | Ganador Qualifying 4 | Ganador Semifinal 1  | Ganador Semifinal 2 | Ganador Final        |
| 2016 | Jānis Baumanis       | Mattias Ekström      | Petter Solberg       | Petter Solberg       | Petter Solberg       | Mattias Ekström     | Kevin Eriksson       |
| 2017 | Mattias Ekström      | Timmy Hansen         | Petter Solberg       | Petter Solberg       | Petter Solberg       | Mattias Ekström     | Mattias Ekström      |
| 2018 | Petter Solberg       | Johan Kristoffersson | Mattias Ekström      | Timmy Hansen         | Johan Kristoffersson | Mattias Ekström     | Johan Kristoffersson |
| 2021 | Johan Kristoffersson | Niclas Grönholm      | -                    | -                    | Johan Kristoffersson | Yury Belevskiy      | Johan Kristoffersson |
| 2021 | Johan Kristoffersson | Enzo Ide             | Johan Kristoffersson | -                    | Johan Kristoffersson | Kevin Hansen        | Niclas Grönholm      |